# Char D1
D1 (Tiếng Pháp:  Char de bataille D1) là xe tăng bộ binh hạng nhẹ (có tài liệu đề cập là hạng trung) do Pháp chế tạo từ năm 1920 dựa trên cơ sở xe tăng NC 27. 160 chiếc đã được sản xuất bởi Serially trong giai đoạn 1932 -1935. Ban đầu xe tăng được sử dụng ở Algeria. Sau khi Chiến tranh thế giới thứ hai bùng nổ, một số trong số chúng được chuyển đến Pháp tham gia các trận chiến năm 1940. Những chiếc xe tăng còn lại ở châu Phi đã được quân đội Pháp sử dụng cho đến tháng 3 năm 1943.

## Các biến thế
- D1A - biến thể nguyên mẫu, chỉ có 10 chiếc được sản xuất;
- D1B - biến thể sản xuất hàng loạt, với pháo 47 mm SA34, tăng cường giáp và có động cơ mạnh hơn, 100 chiếc được chế tạo;
- Char Observatoire - Biến thể xe chỉ huy với tháp pháo được tháo ra và bổ sung một đài phát thanh.

## Phục vụ
- Pháp
- Chính phủ Vichy
- Đế quốc Nhật Bản: Phiên bản Nhật Bản của xe tăng được gọi là Otsu-gata sensha

## Tác phẩm
- M. Kolomiets, I. Moshchansky. Бронетанковая техника Франции и Италии 1939—1945 гг - M.: Bronekollektsiya, số 4 năm 1998
- Pierre Touzin, Les Engins Blindés Français, 1920–1945, Tập 1, Paris 1976.
- Pierre Touzin, Les véhicules Blindés français, 1900-1944. EPA, năm 1979.
- Jean-Gabriel Jeudy, Chars de France, ETAI, 1997.
- Pascal Danjou, Renault D1, Éditions du Barbotin, 2008
- Zaloga, Steven J. (2007). Japanese Tanks 1939–45. Osprey. ISBN 978-1-8460-3091-8.